# Bezirkskrankenhaus Kaufbeuren

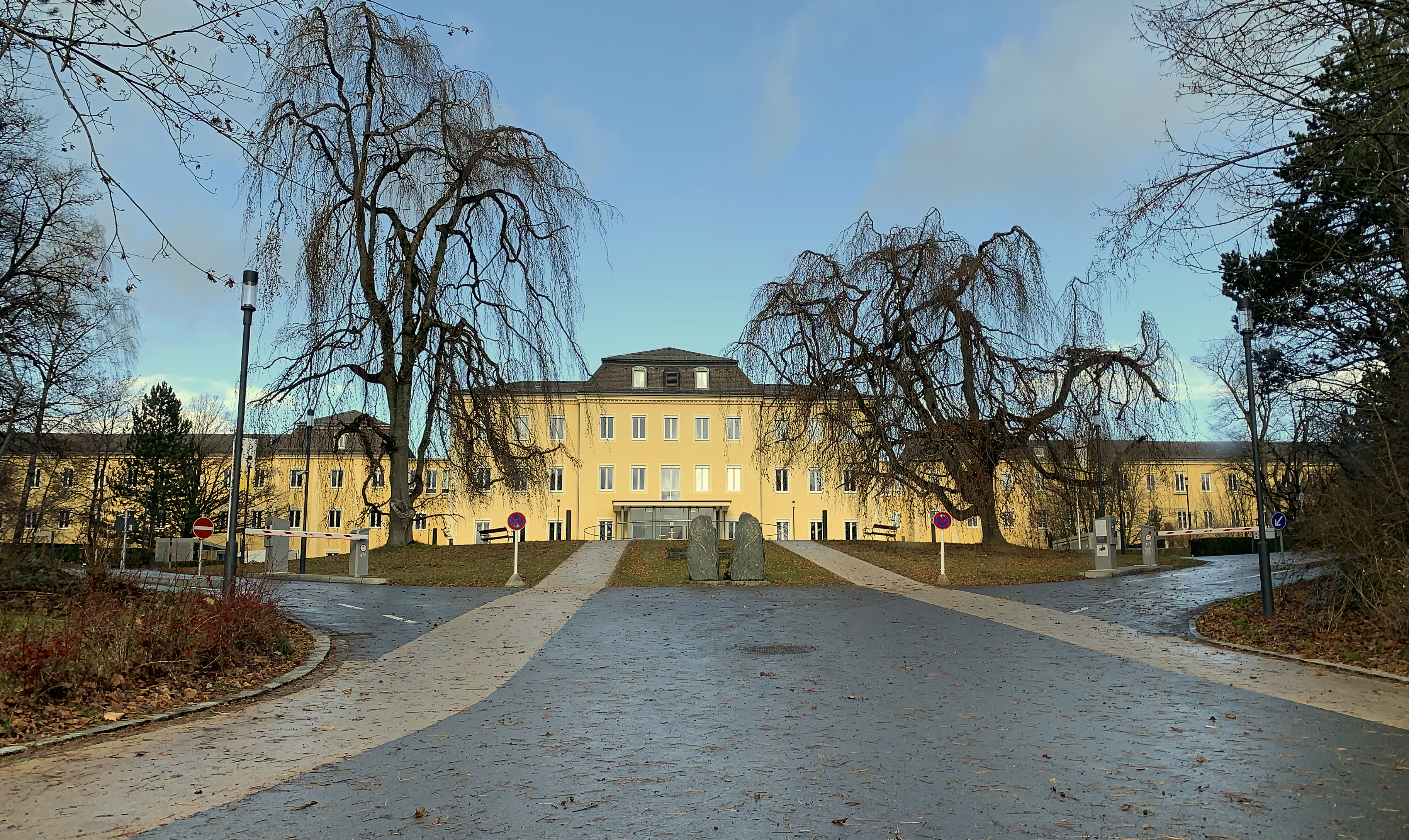
Bezirkskrankenhaus Kaufbeuren

Das Bezirkskrankenhaus Kaufbeuren ist eine psychiatrische Fachklinik in Kaufbeuren in Bayern. Träger sind die Bezirkskliniken Schwaben.
In der Zeit des Nationalsozialismus war die Vorgängerinstitution Heil- und Pflegeanstalt Kaufbeuren-Irsee an ihren Standorten in Kaufbeuren und Irsee im Zuge der „Euthanasie“ an der Ermordung zahlreicher Patienten beteiligt. Der damalige Direktor der Hauptanstalt Kaufbeuren und ihrer Zweigstelle Valentin Faltlhauser war ein aktiver Befürworter der Tötung geistig und körperlich beeinträchtigter Menschen.

## Geschichte
1182 gründete eine Gruppe von Männern, unter der Obhut von Markgraf Heinrich von Ronsberg, auf der ehemaligen Stammburg eine klösterliche Gemeinschaft. Aufgrund des leichteren Zugangs zu Wasser waren die Mönche wenige Jahre später gezwungen, am Fuße des Berges, dem heutigen Standort, ein neues Kloster zu errichten. Das Benediktinerkloster erlebte über die Jahrhunderte hinweg religiösen und kulturellen Aufschwung.
Im Zuge der Säkularisierung wurden das Kloster Irsee 1802/1803 aufgelöst und die Räume der Anlage für eine Zeit lang als Königlich-bayerisches Rentamt genutzt.
Am 1. September 1849 wurde im früheren Kloster die erste stationäre Psychiatrie in Schwaben eröffnet. Diese „Kreis-Irrenanstalt“ war anfangs nur klein und bot in etwa für 80 psychisch kranke Personen Platz.
Da in kurzer Zeit die Zahl der Patienten auf über 300 Personen anstieg, beschloss der Landrat 1869, die Anstalt nach Kaufbeuren zu verlegen. 1872 wurde mit dem Bau der neuen „Kreis-Irrenanstalt“ in Kaufbeuren begonnen. Mit der Fertigstellung der Kaufbeurer Anstalt mit etwa 150 Betten am 1. August 1876 verlor die „Kreis-Irrenanstalt“ Irsee ihre Eigenständigkeit und wurde von da an als Zweigstelle und Pflegeanstalt für Langzeitpatienten genutzt.

### Kaufbeuren und Irsee in der Zeit des Nationalsozialismus

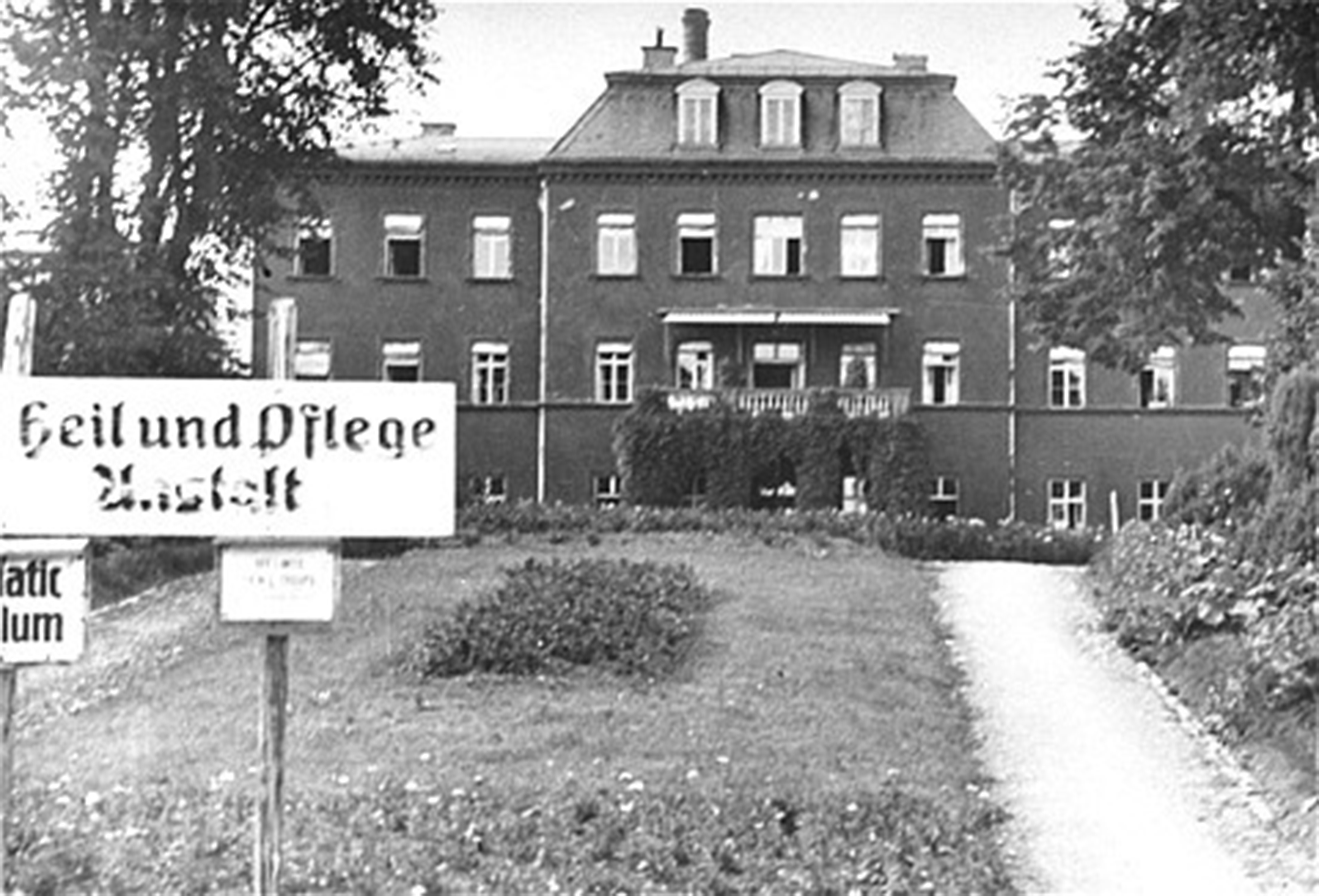
Heil- und Pflegeanstalt Kaufbeuren, 1945

Nach der Machtergreifung der Nationalsozialisten und zahlreicher Verordnungen war die „Heil- und Pflegeanstalt Kaufbeuren-Irsee“ zwischen 1939 und 1945 aktiv an den Euthanasie-Tötungen psychisch und physisch beeinträchtigter Personen beteiligt. Ihre Bedeutung für die Krankenmorde im Nationalsozialismus lag vor allem darin, dass die Anstalt mit 1.200 Betten in den 1930er Jahren bereits die größte Einrichtung dieser Art in Schwaben war. Seit September 1939 wurden aus ganz Bayern Menschen in die Anstalt Kaufbeuren-Irsee verlegt.

#### Aktion T4
Anfang 1940 erhielt der Direktor Valentin Faltlhauser erstmals eine Liste mit den Namen jener Patienten, welche im Zuge der Aktion T4 in festgelegte Reichsanstalten überführt und dort mit Gas getötet werden sollten.
Insgesamt wurden 687 Patienten zwischen dem 26. August 1940 und dem 8. August 1941 in die Tötungsanstalten Grafeneck und Hartheim transportiert und dort ermordet.
Mit dem Ende der Aktion T4 und damit dem Ende der Transporte führte die Heil- und Pflegeanstalt Kaufbeuren-Irsee die Tötungen an den Erwachsenen und Kindern selbst durch.

#### „E-Kost“
Die gezielt eingesetzte „Entzugs-Kost“ war die Fortführung der abgebrochenen Aktion T4. In Bayern drängten die Landesfürsorgeverbände bereits seit Ende der 1920er Jahre immer mehr auf eine Reduzierung der Unterbringungskosten. Valentin Faltlhauser setzte sich schon vor Beginn des Krieges für eine nach Arbeitsleistung aufgeteilte Ernährung der Patienten ein. In Irsee wurde die „Hungerkost“ deshalb bereits seit August 1942 und in Kaufbeuren seit Oktober 1942 eingesetzt.
Am 30. November 1942 unterzeichnete Walter Schultze im Namen des Bayerischen Innenministeriums den „Hungerkost-Erlaß“, nach dem alle „arbeitsunfähigen“ Patienten durch Mangelernährung unterernährt und entkräftet wurden. Der Großteil starb an den dadurch entstandenen Mangelerscheinungen oder an entsprechenden Folgeerkrankungen. Die verabreichte Kost enthielt keine Kohlenhydrate, kein Fett, kein Fleisch und nur wenig Brot. Durch die Umstellung der Mahlzeiten stieg die Sterblichkeitsrate in der Anstalt in diesen Jahren bedeutend.

#### Tbc-Versuche
Der Oberarzt der Kinderheilstätte Mittelberg, Georg Hensel, führte zwischen 1942 und 1944 medizinische Versuche an körperlich und geistig beeinträchtigten Kindern der Heil- und Pflegeanstalt Kaufbeuren-Irsee durch. Um einen Impfstoff gegen Tuberkulose zu finden, impfte Hensel, in Absprache mit Valentin Faltlhauser, mindestens 13 Kindern ein selbstentwickeltes Vakzin. Für sechs der Kinder verliefen die medizinischen Versuche tödlich.

#### Befreiung durch US-Truppen
Ende April besetzten amerikanische Truppen Kaufbeuren, griffen aber noch nicht in die Vorgänge der Anstalt ein. Erst am 1. Juli 1945 gelangten die Gerüchte über die Kindestötungen bis zur militärischen Dienststelle durch, woraufhin drei Soldaten und ein Fotograf in die Anstalt eindrangen und das Töten beendeten.
In den Monaten nach Kriegsende beschrieben die alliierten Truppen die befreiten Anstalten und die beteiligten Ärzte in einem Bericht. Dieser Bericht des amerikanischen Nachrichtendienstes trägt die handschriftliche Überschrift „Medizinisches Vernichtungslager in Kaufbeuren, Bayern“ und war von der Wahrheit vermutlich nicht weit entfernt, wie die folgende Beschreibung zeigt:

„nahezu jeder Einwohner wußte genau, daß dort Menschen als Versuchskaninchen mißbraucht und systematisch abgeschlachtet wurden. Die Täter oder passiv Mitwirkenden waren sich ihrer Verbrechen in keiner Weise bewußt, sie waren Deutsche, keine Nazis. Unter ihnen waren auch katholische Schwestern. Die Oberschwester, die von sich aus zugab, in zwei Jahren ‚ungefähr‘ 210 Kinder durch intramuskuläre Injektionen getötet zu haben, fragte bloß: ‚Wird mir etwas geschehen?‘ […] In einem ungekühlten Leichenschauhaus wurden die stinkenden Leichen von Männern und Frauen gefunden, die zwölf Stunden bis drei Tage zuvor gestorben waren. Sie wogen zwischen 26 und 33 Kilo. Unter den noch lebenden Kindern war ein zehn Jahre alter Junge, der weniger als 10 Kilo [!] wog und dessen Beine am Fußknöchel einen Durchmesser von 6 Zentimetern hatten […] Dr. Valentin Faltlhauser, 69 Jahre, seit 1919 Obermedizinalrat […], war der Leiter und ist festgenommen worden. Sein Stellvertreter Dr. Lothar Gärtner, 43 Jahre, und dort seit dem 1. Januar 1930 beschäftigt, beging Selbstmord, indem er sich mit dem Kabel einer Nachttischlampe erhängte. Ferner wurden drei weitere Ärzte festgenommen [sowie] die Hauswirtschaftleiterin Franziska Vill, Sekretärin von Dr. Faltlhauser und Geliebte von Dr. Gärtner.“

Das letzte ermordete Kind wurde ganze 33 Tage nach der Eroberung Kaufbeurens von Faltlhauser um 13:10 Uhr beurkundet.

#### Opferzahlen
Insgesamt wurden in der Heil- und Pflegeanstalt Kaufbeuren-Irsee in den Jahren 1940 bis 1945 im Rahmen des Nationalsozialistischen Euthanasie-Programms 1.573 Männer, Frauen und Kinder getötet. Etwa 780 davon wurden in der Zweigstelle Irsee ermordet. Getötet wurden diese durch die Verabreichung von Luminal, durch die Verabreichung der sogenannten „Hungerkost“ bzw. durch die Kombination dieser beiden. Erst im Jahr 1946 sank die Zahl der Todesfälle wieder auf das Vorkriegs-Niveau.

#### Aufarbeitung und Gedenken
Auf dem heutigen Gelände des Schwäbischen Bildungszentrums Irsee befinden sich drei Gedenkorte, die den Opfern der NS-Euthanasie gewidmet sind:
Am 22. November 1981 wurde auf dem zwischen 1944 und 1972 genutzten Anstaltsfriedhof ein Monument vom Allgäuer Künstler Martin Wank errichtet. Eine weitere Gedenktafel, welche 2009 angebracht wurde, befindet sich am Eingang zur Prosektur. Ebenfalls 2009 wurden vom Künstler Gunter Demnig drei Stolpersteine vor dem Kloster Irsee eingelassen und im September 2015 sieben weitere Stolpersteine.
In der Stadt Kaufbeuren befinden sich weitere drei Denkmäler:
Im Jahr 1989 initiierten die Mitarbeiter des heutigen Bezirkskrankenhauses die Errichtung eines drei Tonnen schweren Mahnmals vor der krankenhauseigenen Thomas-Kirche.
Seit 2006 befindet sich zudem am ehemaligen Anstaltsfriedhof ein Monument des Irseer Künstlers Peter R. Müller. Im Jahr 2008 wurde von einer Gruppe von Schülern aus Kaufbeurer Schulen ein Denkmal vor dem Jugendzentrum in Kaufbeuren errichtet, welches unter anderem dem Gedenken an die Opfer der NS-Herrschaft gewidmet ist.

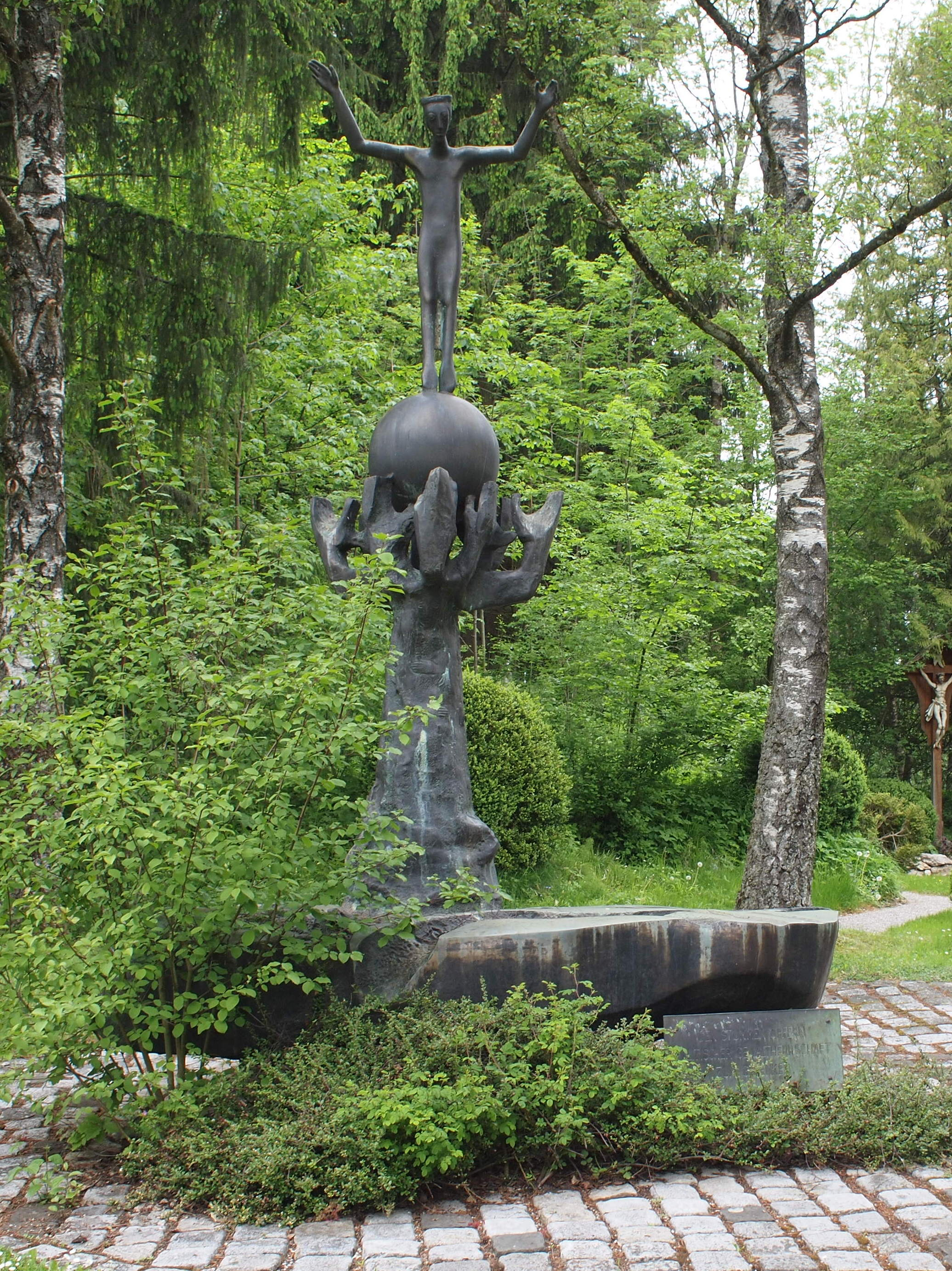
Mahnmal am Anstaltsfriedhof Irsee; Inschrift: „Lass mich deine Leiden singen“
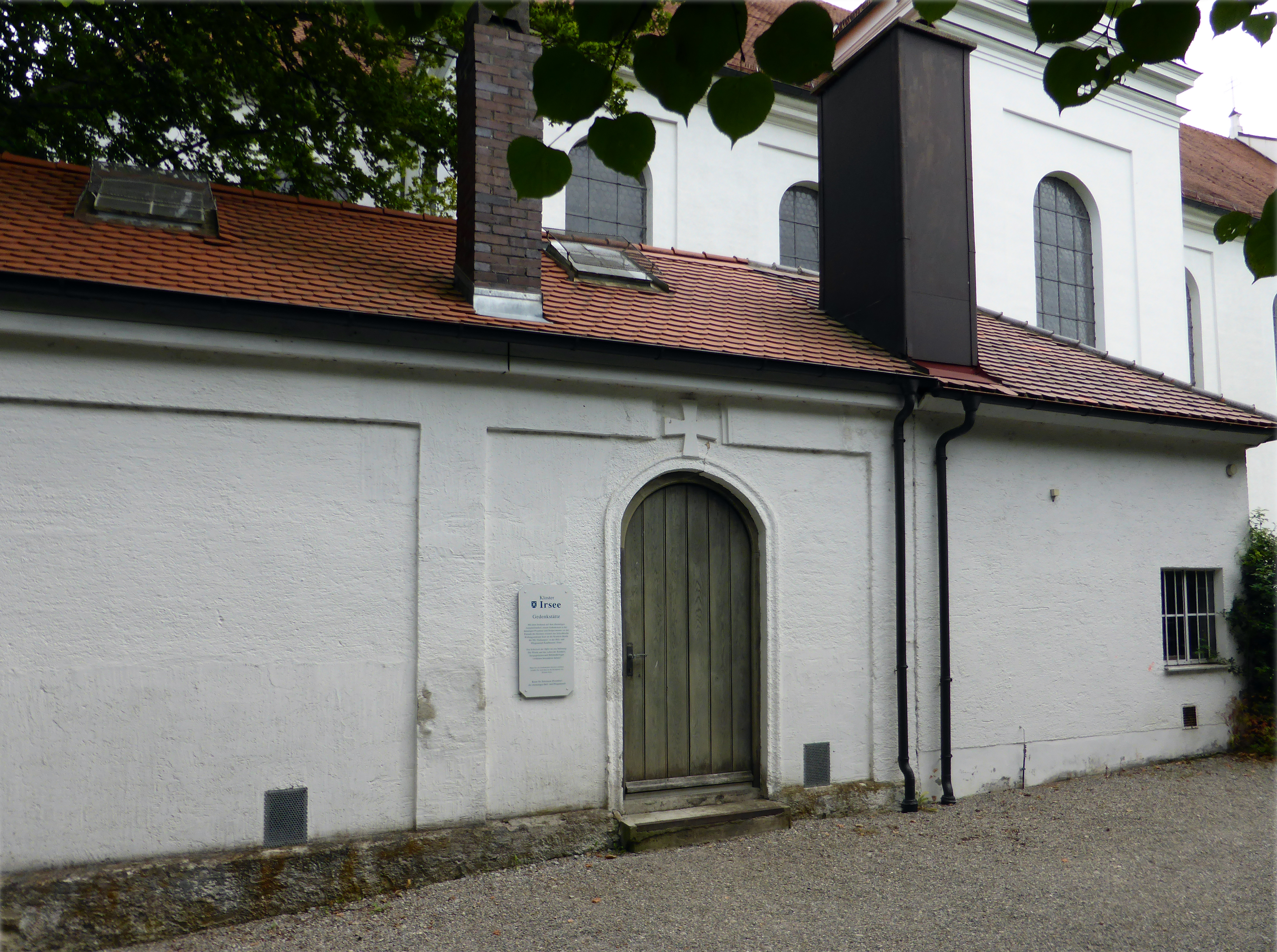
Gedenkstätte ehemalige Prosektur Kloster Irsee
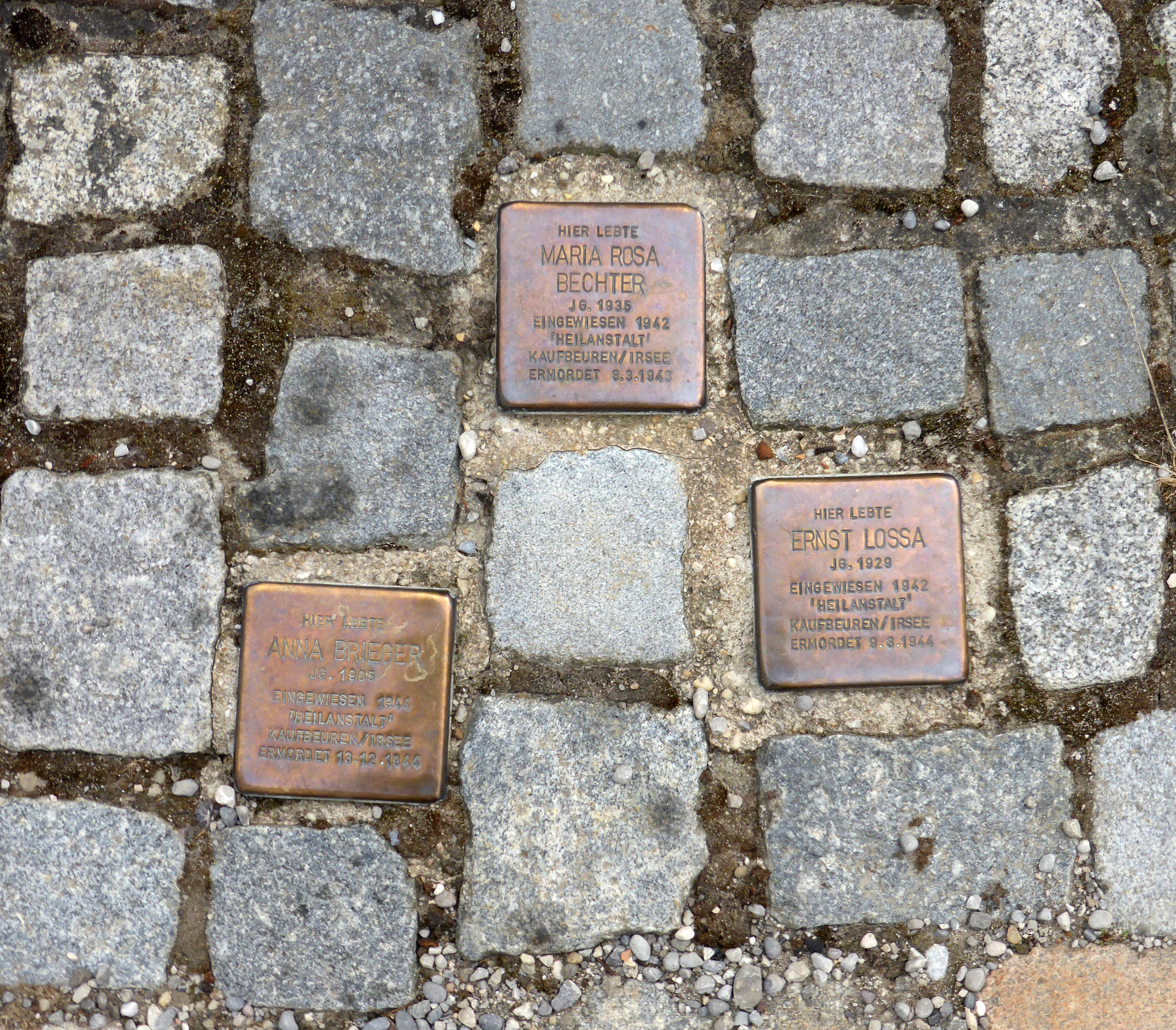
Stolpersteine in Irsee
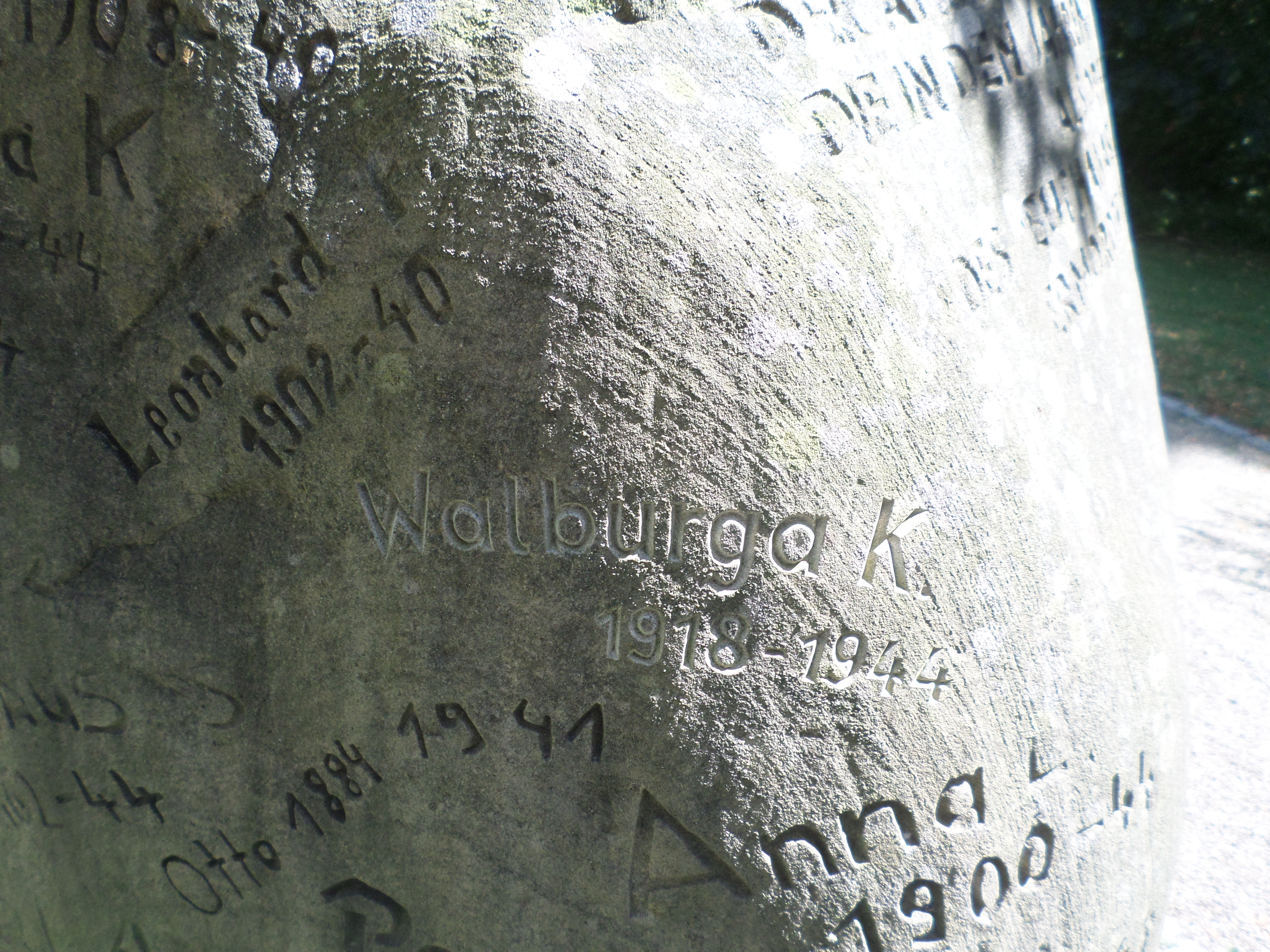
Gedenkstein Bezirkskrankenhaus Kaufbeuren

### Nachkriegszeit
Die Zweigstelle im ehemaligen Kloster Irsee wurde 1976 geschlossen. Die Zahl der Betten reduzierte sich hierdurch auf 1100.

## Einrichtung
Das Haus verfügt über die Kliniken:
- Klinik für Psychiatrie, Psychotherapie und Psychosomatik (mit 222 vollstationären und 20 teilstationären Behandlungsplätzen),
- Klinik für Forensische Psychiatrie und Psychotherapie (mit 185 Behandlungsplätzen),
- Klinik für Neurologie mit 44 Betten und 3 teilstationären tagesklinischen Plätzen.